# Azille
Azille là một xã trong vùng hành chính Occitanie, thuộc tỉnh Aude, quận Carcassonne, tổng Peyriac-Minervois. Azille nằm trên độ cao trung bình là 84 mét trên mực nước biển, có điểm thấp nhất là 39 mét và điểm cao nhất là 120 mét. Xã có diện tích 23,33 km², dân số vào thời điểm 1999 là 1056 người; mật độ dân số là 45 người/km².

## Thông tin nhân khẩu
| 1962  | 1968  | 1975  | 1982  | 1990  | 1999  |
| ----- | ----- | ----- | ----- | ----- | ----- |
| 1.387 | 1.441 | 1.205 | 1.195 | 1.052 | 1.056 |

## Địa điểm tham quan
- Nhà thờ giáo khu St. Julien và St. Basilisse.
- Tu viện Cordeliers
- Công sự phòng thủ thời Trung cổ